# 劉光第 (道光進士)
劉光第（1781年10月28日—？年），字體先，號杏樓，一號硯農，又號硯溪，直隸天津府天津縣人，清朝政治人物。道光壬辰進士，曾任四川省鄰水縣、隆昌縣、汶川縣知縣。

## 生平
道光十二年（1832年）壬辰恩科进士。道光十三年（1833年）任鄰水縣知縣，居心仁厚，無枉法冤民舉止，從容有純儒風度，邑人頌“恭寬敏惠”匾。
道光十四年（1834年）首次出任隆昌知縣；道光十六年（1836）上半年， 奉召運送軍糧離隆昌，該年下半年復任至次年；道光二十一年（1841年）再次復任至二十三年；二十五年（1845年）又再復任至二十九年(1849年)。
歷任汶川縣知縣。

## 纪念
劉光第德政坊，位於隆昌縣城北關道觀坪，由士民為表彰劉光第的德政而公建於道光二十六年（1846年）。

## 家族
曾祖劉芳聲、祖劉德澤、父劉錀，母葉氏；從侄曹寯瀛。